# Katja Schönherr
Katja Schönherr (* 1982 in Marienberg) ist eine deutsche Schriftstellerin und Journalistin. Sie lebt bei Zürich.

## Leben und Schaffen
Katja Schönherr wuchs in Dresden auf. Nach dem Abitur studierte sie Kulturwissenschaften und Journalistik an der Universität Leipzig und absolvierte ein Volontariat bei der Rheinischen Post in Düsseldorf. Seither arbeitet sie als Autorin, u. a. für Die Zeit und die NZZ am Sonntag, sowie als Literaturredakteurin beim Schweizer Radio und Fernsehen SRF. An der Hochschule der Künste Bern erwarb sie 2017 einen Master in Literarischem Schreiben.
2019 debütierte sie mit dem „Anti-Liebesroman“ Marta und Arthur. Das Werk war für den Klaus-Michael-Kühne-Preis für das beste Debüt des Jahres nominiert, wurde von der Kritik positiv aufgenommen und als „in seiner Radikalität eines der überraschendsten Romandebüts der Saison“ gelobt. 2021 erschien die französischsprachige Übersetzung unter dem Titel Marta et Arthur in den Éditions Zoé. „Ein meisterhaftes Gemälde des Wahnsinns, seiner geheimen Gründe und seiner Wurzeln: der fehlenden Liebe“, urteilte Le Figaro. Von der französischen Zeitschrift Les Inrockuptibles wurde der Roman als eines der besten ausländischen Bücher des Jahres 2021 gelistet.
Auf Einladung von Philipp Tingler nahm Schönherr 2020 bei den 44. Tagen der deutschsprachigen Literatur teil. Sie las dort die Kurzerzählung Ziva.
Schönherrs zweiter Roman Alles ist noch zu wenig erschien 2022. Literaturkritiker Denis Scheck lobte es in seiner Sendung Druckfrisch als „ein starkes, ein berührendes Buch über das Drama, das sich Familie nennt“. Er stellt die Ansprüche dreier Generationen nebeneinander und verhandelt die Frage, ob Kinder ihren Eltern etwas schulden. Die französische Übersetzung mit dem Titel La famille Ruck wurde im September 2024 für den Prix Femina étranger sowie den Prix Médicis für den besten ausländischen Roman nominiert.

## Auszeichnungen
- Werkbeitrag des Kantons Zürich, 2015[10]
- Werkbeitrag des Kantons Zürich, 2020[11]
- Prix Millepages, 2021[12]
- Halbes Werkjahr der Stadt Zürich, 2021[13]

## Werke (Auswahl)

### Einzelpublikationen
- Alles ist noch zu wenig (Roman), Arche Verlag, Zürich 2022, ISBN 978-3-7160-2801-8
- Marta und Arthur (Roman), Arche Verlag, Zürich 2019, ISBN 978-3-7160-2780-6
- 18! : was du darfst, was du musst, was du kannst (Ratgeber), Eichborn, Köln 2016, ISBN 978-3-8479-0608-7

### Literarische Kurztexte (Auswahl)
- „Falsche Schlinge“, in: Das Narr 25, 2018
- „Alle Väter“, in: Entwürfe 84, 2017